# Ане Софи фон Отер
Ане Софи фон Отер (на шведски: Anne Sofie von Otter) е шведска оперна певица мецосопран.

## Биография
Родена е на 9 май 1955 г. в Стокхолм, Швеция. Тъй като баща ѝ е дипломат, детството си прекарва в Бон, Лондон и Стокхолм. Учила е в Guildhall School – училище за музика и драма.
През 1980 г. започва съвместни изпълнения с пианиста Бенгт Форшбери. Две години по-късно се присъединява към ансамбъла на „Basle Opera“, където прави дебюта си в ролята на Алчина в операта „Orlando paladino“ от Хайдн. Там започва да интерпретира творби от Моцарт и Рихард Щраус. Дебютира на сцената на Ковънт гардън (1985), в Ла скала (1987) и в Метрополитън опера (като Керубино) през 1988 г.
Голям успех има в ролите си в опери от Хендел, Монтеверди и Моцарт.
Наред с оперния си репертоар, фон Отер изпълнява и поп музика. Печели награда Едисън за съвместния си проект с Елвис Костело – албумът с кавъри на популярни песни „For the Stars“. Последният ѝ албум от август 2006 се казва „I Let The Music Speak“ и съдържа кавъри на АББА и други композиции от Бени Андершон и Бьорн Улвеус.
Нейният мецо-сопрано глас е определян като един от най-фините гласове сред изпълнителките от нейното поколение. Особено известна е с изпълненията си на мъжки роли.

## Дискография/записи
- See how great they sound!
- Джеймс Левин
- The Greatest Classic Christmas Album
- Timeless
- Малер – 10 симфонии
- Моцарт – Сватбата на Фигаро
- Берлиоз – вокални творби
- Йохан Себастиан Бах – Коледна оратория, Страстите на Матей
- Монтеверди – Орфей
- Чайковски – Евгени Онегин
- Пърсел – Дидона и Еней
- Хендел – Месия
- Йохан Себастиан Бах – Коледна оратория
- Йохан Себастиан Бах – Страстите матееви
- Йоханес Брамс
- Шуберт – Music for „Rosamunde“: D 797
- Моцарт – Idomeneo
- Моцарт – Сватбата на Фигаро
- Моцарт – La clemenza di Tito
- Григ
- Албан Берг – Sieben frühe Lieder
- Хендел – кантати и арии
- Бетховен – 9-а симфония
- The Seven Deadly Sins
- Берлиоз
- Малер – 8-а симфония
- Роберт Шуман
- Бетховен – 9-а симфония
- Лийдер
- Албан Берг
- Wings in the Night
- Монтеверди – Коронацията на Попея
- La Bonne Chanson
- Густав Малер
- Моцарт, Хайдн, Глук – оперни арии
- Франц Шуберт
- Хендел – Ariodante
- The Artist's Album
- Берлиоз – Проклятието на Фауст
- Бертали, Легренци, Монтеверди, Пучини, Пърсел, Вивалди – Lamenti
- Малер – Des Knaben Wunderhorn
- Стравински – The Rake's Progress
- Home for Christmas
- Folksongs
- Рихард Щраус – Der Rosenkavalier
- Von Otter Meets Costello
- Бетховен, Meyerbeer, Spohr – песни
- Рихард Щраус – Ariadne auf Naxos
- Cécile Chaminade
- Хендел – Херкулес
- Жак Офенбах – арии
- Малер – 3-та симфония
- Шуберт – песни
- Хендел – Giulio Cesare
- Watercolours
- Music for a While: Пърсел, Дауланд, Монтеверди, Строци и др.
- I Let The Music Speak – композиции от Бени Андершон и Бьорн Улвеус